# ミッコ・エスコ
ミッコ・エスコ（Mikko Esko, 1978年9月3日 - ）は、フィンランドの男子バレーボール選手。ヴァンマラ出身。ポジションはセッター。元フィンランド代表。

## 来歴
1995年、フィンランド・ヴァンマラのクラブへ入団。サヴォのクラブ在籍時の1999年にリーグ優勝を飾る。ドイツ・ブンデスリーガを経て移籍したベルギーリーグのノリコ・マーサイクでは、2004年のリーグ優勝とカップ優勝の2冠を経験した。インドアの他にビーチバレーの経歴があり、国内選手権で2度（2001年、2003年）優勝している。

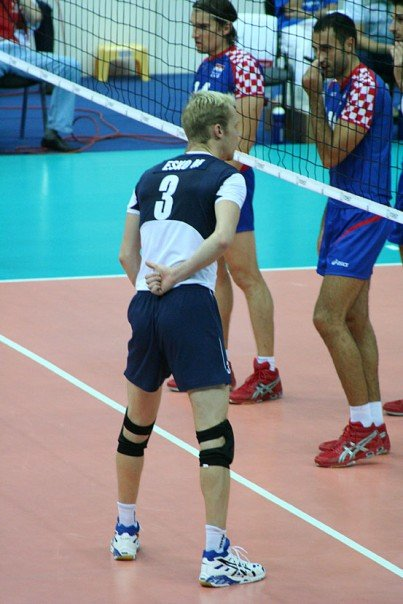
クロアチア戦のエスコ

2005年からセリエAへプレーの場を移すと、3シーズンプレーしたパドヴァで正セッターに定着。3年連続でセリエAのオールスター戦に出場するなど、イタリアでキャリアを積んだ。2009年、モンティキアーリからモデナへ移籍した。
22歳でフィンランド代表のセッターに選出され、2000年5月3日に行われたエストニア戦で代表デビューを飾る。予選を勝ち抜き10年ぶりの出場となった2007年欧州選手権ではチームの司令塔として活躍し、フィンランドを初の準決勝の大舞台へと導いた。2009年からナショナルチームのキャプテンを務め、2009年ワールドリーグではインターコンチネンタル・ラウンドのベストセッター部門1位となった。
ヨーロッパ各国でのプレーを経て、2015年にフィンランドリーグに復帰。2023年シーズンまでプレーを継続し、2024年にフィンランド代表のゼネラルマネージャーに就任。翌シーズンにプレーする確率は低いとしながらも、選手としてのキャリアを終えるつもりはないとしている。

## 球歴
- 世界選手権 - 2014年
- ワールドリーグ - 2006年、2007年、2008年、2009年
- 欧州選手権 - 2007年（4位）、2009年、2011年、2013年

## 所属クラブ
- ヴァンマラン・レントパッロ（1995-1997年）
- ケスキ・サヴォン・パテリ（1997-2001年）
- TSVウンターハヒンク（2001-2003年）
- ノリコ・マーサイク（2003-2005年）
- センプレ・バレー・パドヴァ （2005-2008年）
- ガベカ・モンティキアーリ（2008-2009年）
- パッラヴォーロ・モデナ（2009-2012年）
- グベールニヤ・ニジニ・ノヴゴロド（2012-2014年）
- ハルクバンク・アンカラ（2014-2015年）
- ヴァンマラン・レントパッロ（英語版）（2015-2024年）